# Piero Caleffi
Pietro Caleffi detto Piero (Suzzara, 9 giugno 1901 – Roma, 22 agosto 1978) è stato un politico, partigiano e antifascista italiano.

## Prima della guerra
Nel 1925-1926 fu segretario della Federazione socialista di Mantova. Con la messa al bando dei partiti di opposizione nel 1926, Caleffi entrò a far parte della giunta esecutiva del Partito d'Azione di Genova. Nel 1930 e nel 1936 fu arrestato dalle autorità fasciste per sovversione.

## Durante la guerra
Dopo l'8 settembre 1943, Caleffi fu contattato dagli emissari degli Alleati ed entrò a far parte della missione Law, con la quale lui e altri azionisti organizzarono un servizio di informazioni che doveva riferire agli inglesi dei movimenti di truppe tedesche in Italia. Inoltre collaborò per far fuggire in Svizzera i soldati alleati prigionieri dei tedeschi e per organizzare i collegamenti con le formazioni partigiane che allora cominciavano a formarsi.
Nell'agosto del 1944 fu catturato dai repubblichini a Milano, consegnato alle SS e mandato nel lager di Bolzano e poi in quello di Mauthausen, da dove fu trasferito nel sottocampo di St. Aegid. Tornato in Italia, raccontò le esperienze vissute in quegli anni nel libro Si fa presto a dire fame, scritto nel 1954.

## Nel dopoguerra
Nella nuova Italia repubblicana, Caleffi si iscrisse al Partito Socialista Italiano e diventò giornalista. Fu eletto senatore nella III legislatura nel 1958, restando al Senato per tre legislature. Fu anche nominato sottosegretario alla Pubblica Istruzione nel II e III governo Moro (dal 1964 al 1968) e poi sottosegretario al Turismo e Spettacolo nel governo Rumor I (dal 1968 al 1969). Dal 13 maggio 1970 fino al termine della V Legislatura nel 1972 è vice-presidente del Senato.
Caleffi è stato anche presidente dell'ANED, l'Associazione nazionale ex deportati politici nei campi nazisti.

## Opere
- La salvezza (1928)
- Si fa presto a dire fame (1954)
- La personalità distrutta nei campi di sterminio (1955)
- Pensaci uomo (1960)
- La lezione della Resistenza e del socialismo, scritti e discorsi dal 1919 al 1973, raccolti da M. Tesoro e pubblicati nel 1980.

## Archivio
L'archivio personale di Piero Caleffi è disponibile e consultabile presso l'ISEC.